# Biwak

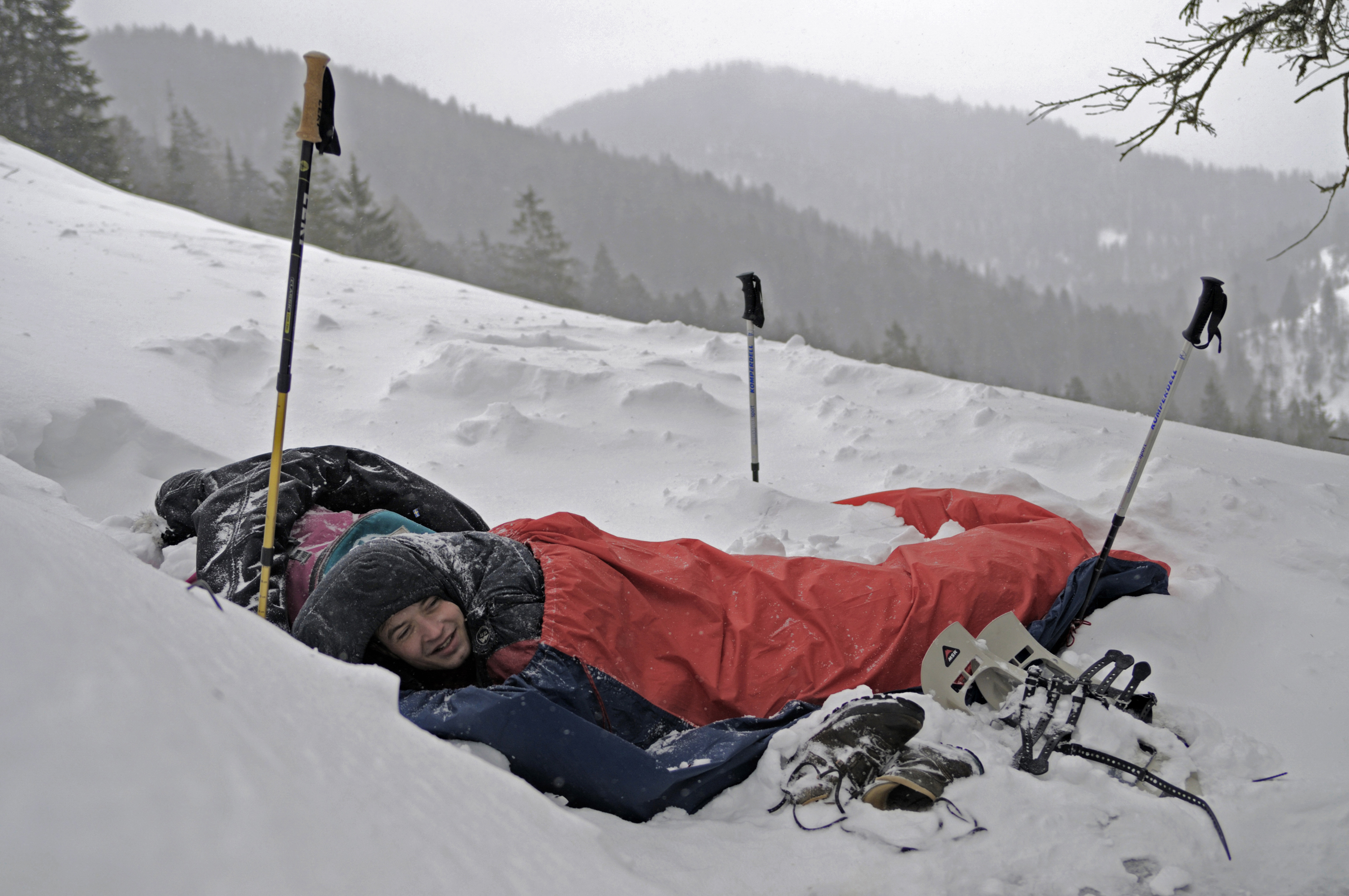
Biwak w warunkach zimowych w śpiworze i worku biwakowym

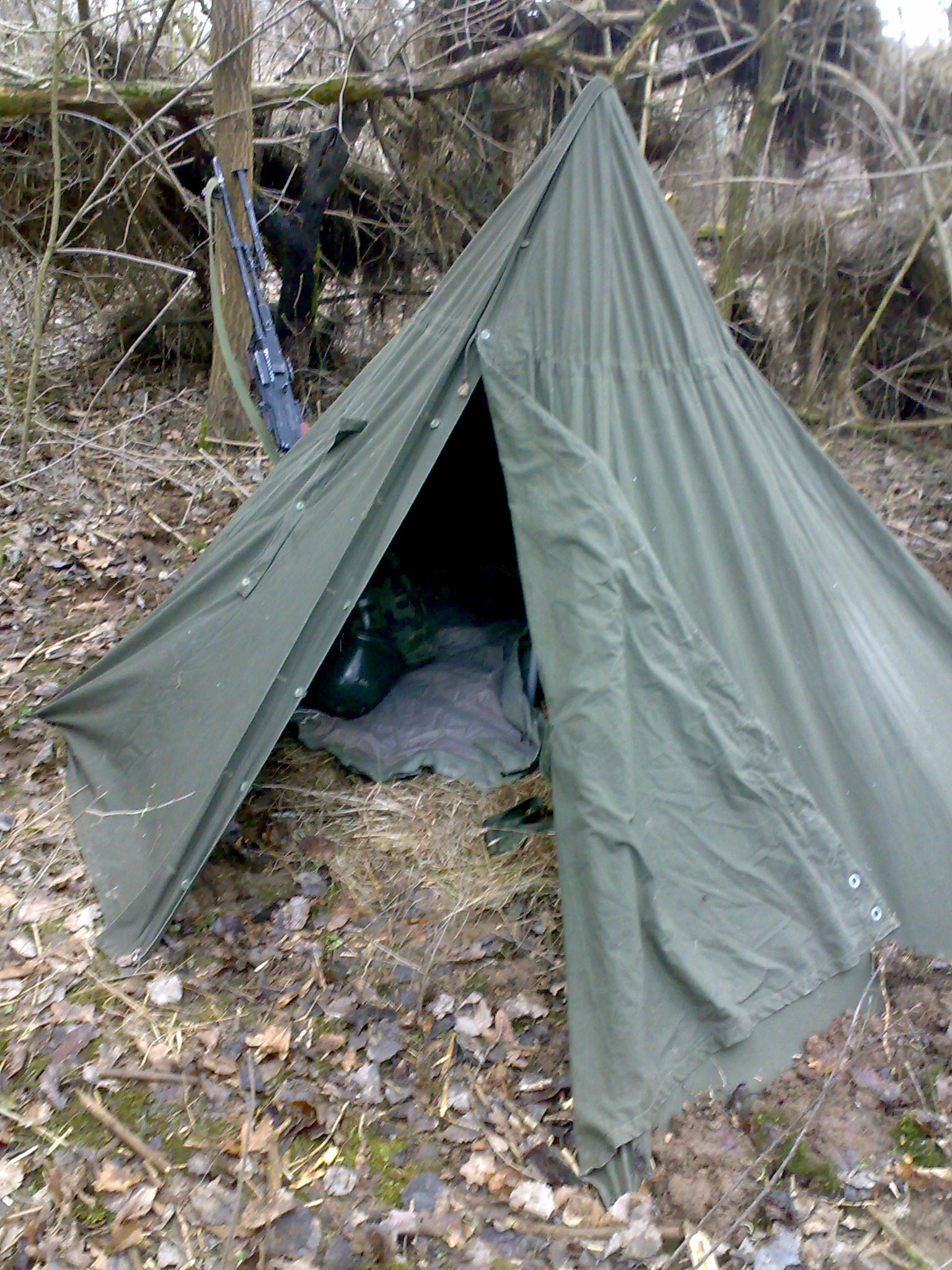
Biwak w namiocie z dwóch pałatek

Biwak - (fr. bivouac) – rodzaj improwizowanego obozu, używanego głównie przez żołnierzy, w turystyce (np. we wspinaczce górskiej taterników (alpinistów) lub w harcerstwie). Wiąże się ze spaniem na wolnym powietrzu, pod improwizowanym przykryciem – pałatką, płachtą biwakową, namiotem lub samodzielnie zbudowanym szałasem. Biwak nie oznacza kempingowania z planowym rozbiciem namiotu na przygotowanym do tego terenie.
Biwak wojskowy oznacza budowę i eksploatację obozu namiotowego pod gołym niebem, co często wiąże się ze szkoleniem w terenie. Na kursie samotnego wojownika, podczas szkolenia oddziałów do polowania i walki za liniami wroga, kryjówka służy jako zakamuflowany biwak z dala od linii ruchu wroga.
W znaczeniu alpinistycznym termin biwak często oznacza prowizoryczne lub skromnie umeblowane pomieszczenie mieszkalne w górach, które jest zadaszone. Planowane biwaki górskie organizowane są w celu szczególnie intensywnego obcowania z przyrodą, ale często ze względu na trudność ukształtowania terenu, wyczerpania, z powodu nagłego załamania pogody lub zaskoczenia zmrokiem wspinacze zmuszeni są do spontanicznego biwakowania  (biwak awaryjny). Nieplanowane awaryjne biwaki zwykle zdarzają się tylko z wiatroszczelną i wodoodporną torbą (workiem) biwakową jako jedyną wygodą. Jednak w przypadku planowanych biwaków wspinacze zwykle noszą ze sobą kilka innych przedmiotów, które sprawiają, że noc na świeżym powietrzu jest bardziej znośna, takich jak: karimata, śpiwór i kocher. Szczególnym przypadkiem planowanych biwaków jest biwak szczytowy, gdzie noc spędza się bezpośrednio na lub tuż pod najwyższym punktem góry.